# Distretto di Slobozia
Il distretto di Slobozia è uno dei 5 distretti della Transnistria, repubblica autoproclamata all'interno della Moldavia con capoluogo Slobozia di 95.742 abitanti al censimento 2004. Nel censimento è compreso il comune di Chițcani, situato ad ovest del Nistro, appartenente de jure al distretto di Căușeni ma controllato de facto dai separatisti
È il più meridionale dei distretti ed è situato lungo il fiume Nistro

## Geografia antropica

### Suddivisioni amministrative
Il distretto è composto da 4 città e 12 comuni

#### Città
1. Slobozia
2. Crasnoe
3. Dnestrovsc
4. Tiraspol Nou

#### Comuni
1. Blijnii Hutor
2. Caragaș
3. Cioburciu
4. Corotna
5. Frunză
6. Hlinaia
7. Nezavertailovca
8. Parcani
9. Pervomaisc
10. Sucleia
11. Tîrnauca
12. Vladimirovca